# Clauzadea monticola
Clauzadea monticola är en lavart som först beskrevs av Ach. ex Schaer., och fick sitt nu gällande namn av Hafellner & Bellem. Clauzadea monticola ingår i släktet Clauzadea och familjen Lecideaceae.  Arten är reproducerande i Sverige. Inga underarter finns listade i Catalogue of Life.